# 고한고등학교
고한고등학교(古汗高等學校)는 대한민국 강원특별자치도 정선군 고한읍 고한리에 있는 공립 고등학교이다.

## 학교 연혁
- 1979년 1월 31일 : 고한종합고등학교 설립인가 (보통과, 상업과 각 2학급)
- 1979년 5월 1일 : 고한종합고등학교 개교
- 1981년 3월 15일 : 남, 여 고등학교로 분리
- 2008년 2월 15일 : 고한종고 제27회, 고한여종고 제25회 졸업식
- 2008년 3월 1일 : 고한고등학교로 통합, 교명 변경
- 2023년 1월 4일 : 제42회 졸업식(8명, 졸업생 누계 5,395명)
- 2023년 3월 2일 : 2023학년도 입학(22명)
- 2023년 9월 1일 : 유현종 교장 취임

## 참고 자료
- 고한고등학교 - 한국교육학술정보원 학교알리미